# Can Temel
Can Temel (* 1. Oktober 1991) ist ein deutscher Leichtgewichts-Ruderer. Seine größten Erfolge sind zwei Siege bei den Weltmeisterschaften 2014 und 2015 im Leichtgewichts-Achter.
Bei den U23-Weltmeisterschaften 2012 belegte Can Temel zusammen mit Tobias Franzmann den dritten Platz im Leichtgewichts-Zweier ohne Steuermann, 2013 ruderte Temel mit dem Leichtgewichts-Vierer ohne Steuermann auf den fünften Platz.
In der Erwachsenenklasse belegte Temel zusammen mit Torben Neumann im Leichtgewichts-Zweier den fünften Platz bei den Europameisterschaften 2014. Bei den Weltmeisterschaften 2014 gehörten Temel und Neumann zum siegreichen Leichtgewichts-Achter. Ein Jahr später verteidigte der deutsche Achter mit Temel als Schlagmann seinen Titel aus dem Vorjahr. Bei der Sommer-Universiade 2015 belegten Franzmann, Stefan Wallat, Neumann und Temel den zweiten Platz im Leichtgewichts-Vierer.
Der 1,79 m große Can Temel rudert für den Ruder-Club Allemannia von 1866 aus Hamburg.